# Mamma e figlia
Mamma e figlia (Mère et Fille) è una sitcom francese del 2012, creata da Stéphane Marelli, debuttata sull'emittente televisiva Disney Channel Francia il 3 giugno 2012 e vede come protagoniste Isabelle Desplantes e Lubna Gourion nei rispettivi ruoli di madre e figlia.
In Italia la serie ha debuttato l'8 maggio 2013 su Disney Channel per poi essere interrotta. Ritorna nuovamente sugli schermi del canale italiano dal 30 maggio 2016.

## Trama
La serie è incentrata sulla vita quotidiana di Barbara Marteau, ragazza liceale di 14 anni in piena crisi adolescenziale, e di Isabelle Marteau, madre divorziata di 39 anni.

## Episodi
La serie è composta da 3 stagioni andate in onda tra il 2012 e il 2017 in Francia.

## Film
Dalla serie è stato prodotto un film, Mamma e figlia: California Dream, andata in onda su Disney Channel Francia il 5 febbraio 2016 e in Italia l'11 giugno dello stesso anno. Il film racconta la storia di Barbara Marteau, la quale ha appena vinto un concorso di moda e dovrà fare un lungo viaggio con destinazione Los Angeles.